# Tengri giáo
Tengri giáo, còn được gọi là Tengrii giáo, Tenggeri giáo, Tenger giáo, là một tôn giáo cổ xưa bắt nguồn từ Trung Á và vùng thảo nguyên Á-Âu với trung tâm là thần bầu trời Tengri. 

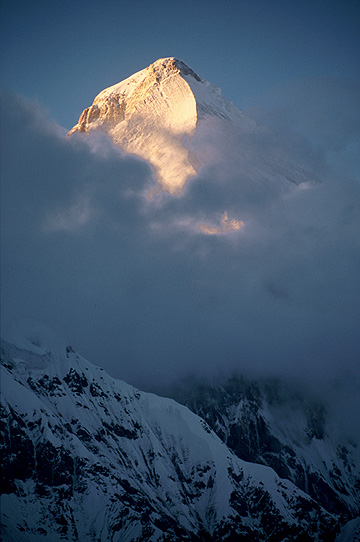
Đỉnh Khan Tengri lúc sớm.

Thuật ngữ này cũng mô tả một số phong trào và giáo lý tôn giáo bản địa của người Turk - Mông Cổ hiện đại. Đó là tôn giáo thịnh hành của các dân tộc Turk, Mông Cổ (bao gồm cả Bulgar và Hung Nô), người Hung, và có thể cả người Mãn châu và người Hungary, và là quốc giáo của một số quốc gia thời trung cổ như Hãn quốc Đột Quyết (Khaganat Göktürk), Khaganat Turk Tây, Khaganat Turk Đông, Đại Bulgaria Cổ, Đệ Nhất Đế quốc Bulgaria, Volga Bulgaria, Khazar (Tourkia Đông).

## Từ nguyên
Trong Irk Bitig, một bản viết tay thế kỷ 9 về bói toán, Tengri được nhắc đến với tên gọi theo tiếng Thổ Nhĩ Kỳ là Türük Tängrisi (Thần của người Thổ Nhĩ Kỳ). Theo nhiều học giả, ở cấp độ hoàng gia, đặc biệt là vào thế kỷ 12 - 13, Tengri giáo là một tôn giáo độc thần, và những tín đồ thờ Tengri lúc bấy giờ tin vào một thực thể duy nhất.
Tên gọi Tengri (tiếng Đột Quyết: Täŋri)  có nghĩa là "trời". Trong tiếng Thổ Nhĩ Kỳ, tiếng Mông Cổ cổ đại và hiện đại, có các biến thể là Tengeri, Tangara, Tangri, Tanri, Tangre, Tegri, Tingir, Tenkri, Teri, Ter và Ture. Stefan Georg thì đề xuất rằng Tengri tiếng Turk là bắt nguồn từ một từ mượn từ ngôn ngữ Enisei cổ *tɨŋgVr-, có nghĩa là "cao".
Tengri giáo vẫn có sự ủng hộ của giới trí thức ở các quốc gia Turk Trung Á như Kyrgyzstan và Kazakhstan, và Liên bang Nga (tại Tatarstan, Bashkortostan) kể từ khi Liên Xô tan rã trong những năm 1990. Tengri giáo cũng đang trải qua cuộc hồi sinh có tổ chức ở Buryatia, Sakha (Yakutia), Khakassia, Tuva và ở các dân tộc Turk khác ở Siberia.
Chữ Hán của Tengri là Đằng Cách Lý (騰格里), trong đó chữ Đằng (腾) trong "đằng vân giá vũ" - cưỡi mây đạp gió", chữ Cách (格) trong chữ "cách trở, ngăn cách", và chữ Lý (里) có nghĩa là dặm (đơn vị đo chiều dài). Vị thần bầu trời này được hình dung là vị thần quyền năng, thần thông, có thể di chuyển muôn nơi, cưỡi mây đạp gió vượt ngàn dặm cách trở.